# Pałac Przychockich
Pałac Przychockich – budowla znajdująca się w Wieliczce na Rynku Górnym 2, zbudowana ok. 1784 r. dzięki staraniom Kazimierza Przychockiego, na fundamentach starego ratusza. Ulegał kilkakrotnie przebudowom w latach: ok. 1819, przed 1878, w 1918 oraz w 1966 (proj. Jan Hojarczyk).
Władze kopalni nabyły pałac w 1818 roku. Przeszedł remont kapitalny w 1984 r. Przez dziesiątki lat mieścił gimnazjum im. Jana Matejki – obecnie Zespół Szkół Zawodowych. Na budynku znajduje się tablica upamiętniająca wymarsz do Krakowa rewolucyjnego oddziału górników i mieszczan wielickich pod wodzą Edwarda Dembowskiego, 24 lutego 1846 r. W 2010 r. elewacja frontowa pałacu została poddana gruntownemu remontowi. W 2017 r. Pałac poddano kolejnemu remontowi, w trakcie którego m.in. podwyższono dach oraz przemalowano elewację na kolor żółty.

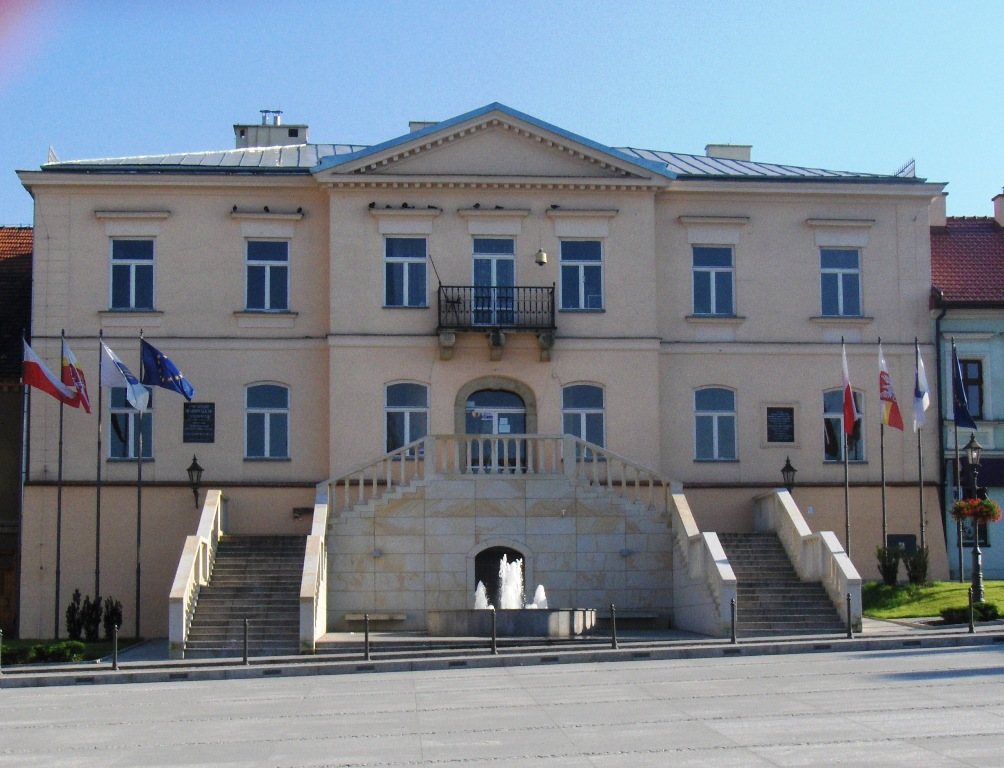
Pałac Przychockich, 2010
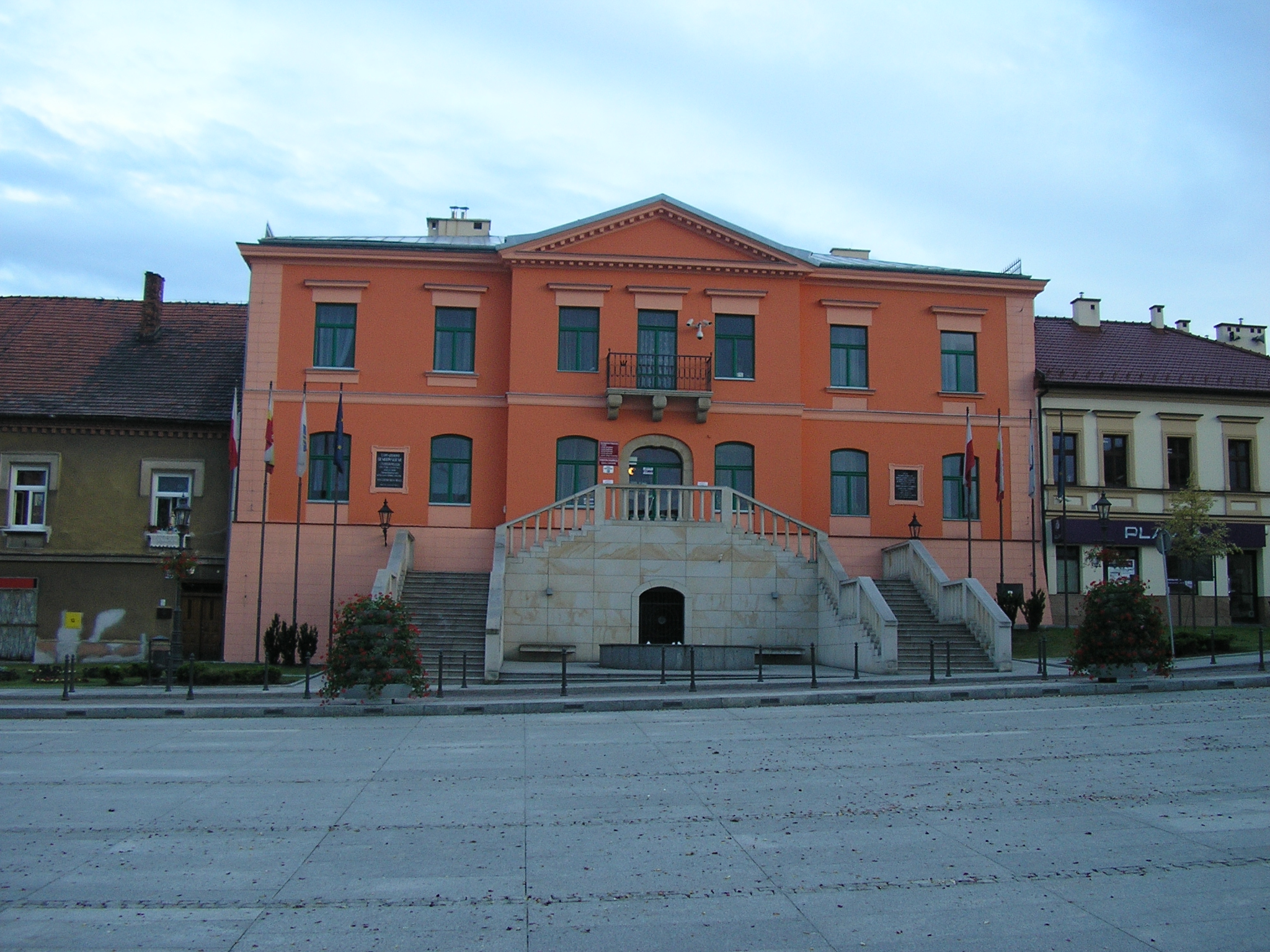
Pałac Przychockich, 2011